# Aglaodiaptomus marshianus
Aglaodiaptomus marshianus là một loài động vật giáp xác trong họ Diaptomidae. Chúng là loài đặc hữu của Hoa Kỳ.